# ミスターカイト/リチェルカ
「ミスターカイト/リチェルカ」は、スキマスイッチの25枚目のシングル。

## 解説
- 24thシングル「全力少年 produced by 奥田民生」から約10か月ぶりのリリースだが、オリジナルシングルとしては、23rdシングル「LINE」から約1年10か月ぶりのリリースとなる。また、スキマスイッチ初の両A面シングルとなる。
- 初回生産限定盤・通常盤の2種類同時発売。初回盤はDVD付属。
- iTunes Storeでアルバム単位で購入した場合は、バンドル特典として「リチェルカ (drama ver.)」が付属される。

## 収録曲
- 全作詞・作曲：スキマスイッチ

1. ミスターカイト - (4:46)[1]
  - 大成建設「シンガポール篇」CMソング
  - 制作にあたって大橋は「Aメロとサビで全く違う世界観を打ち出すギミックに挑戦してみたかった」と語っている[3]。
  - 上記は、大橋が子供の頃にCHAGE and ASKAの「WALK」を聴いて衝撃を受けた経験が基になっている[4]。
  - 「フォークソングとポップソングの融合」を目指したとも語っている[3]。
  - 歌詞の叩き台はAメロを大橋、サビを常田が担当した[3]。
  - 常田は「発信者としての意気込み」を歌詞にしたと語っている[3]。
  - The Birthdayのフジイケンジがギターで参加している。
  - 映画監督の新海誠が自身のTwitterにて「聞き終えた後になにか大きな体験を自分の中に残してくれる、特別な1曲です。」とコメントしている[5]。
  - 公式MVとは別に、新海誠とのコラボMVも作成された。[6]
  - MVの監督は番場秀一。
2. リチェルカ - (4:41)[1]
  - テレビ東京系テレビドラマ『警視庁ゼロ係〜生活安全課なんでも相談室〜SECOND SEASON』主題歌[7]
  - スキマスイッチとして初となるドラマ主題歌。
  - 歌詞のテーマは「RPG」[3]。
  - タイアップにあたってのオーダーは「聴き終わった後にスカッとするとか、耳に残る印象的なフレーズが入っている」「前向きになれる曲」[3]。
  - 大橋曰く“スキマ史上最も難しい曲”。[1]。
3. さよならエスケープ - (4:09)[1]
  - マイナビ「マイナビ転職 進もう編」CMソング
  - ウメチャ祭2017 テーマソング
  - 歌詞は「毎日起こることの終わりの部分にフォーカスした」と語っている[8]。
4. ココロシティ - (4:59)[1]
  - メ〜テレ開局55周年テーマソング[9]
  - メ～テレ「ドデスカ!UP!地元応援ウィーク」テーマソング[10]
  - 歌詞は「名古屋で生活している人と、離れて生活している人の名古屋魂みたいなものの両方を織り込む」ことを意識して書かれている[11]。
  - また、インタビューにて「名古屋を思う「人々の気持ちは無くさない」」ことをメッセージとして織り込んだことを明かしている[11]。

## 演奏
ミスターカイト
- 大橋卓弥：Vocal, Chorus
- 常田真太郎：Piano, Other Instruments
- 村石雅行：Drums
- 種子田健：Bass
- フジイケンジ (The Birthday)：Electric Guitar
- 弦一徹ストリングス：Strings

リチェルカ
- 大橋卓弥：Vocal, Chorus, Acoustic Guitar
- 常田真太郎：Piano, Other Instruments
- 村石雅行：Drums
- 紺野光広：Bass
- 石成正人：Electric Guitar
- 本間将人：Alto Sax
- 吉澤達彦、田中充：Trumpet
- 鹿討奏：Trombone
- 弦一徹ストリングス：Strings

さよならエスケープ
- 大橋卓弥：Vocal, Chorus, Acoustic Guitar
- 常田真太郎：Piano, Other Instruments
- 佐野康夫：Drums
- 沖山優司：Bass
- 山口周平：Electric Guitar
- 本間将人：Alto Sax
- ルイス・バジェ：Trumpet
- 河合わかば：Trombone
- 弦一徹ストリングス：Strings

ココロシティ
- 大橋卓弥：Vocal, Chorus, Acoustic Guitar
- 常田真太郎：Piano, Other Instruments
- 河村“カースケ”智康：Drums
- 有賀啓雄：Bass
- 小倉博和：Electric Guitar
- 弦一徹ストリングス：Strings

## 初回特典DVD収録内容
- 「スキマスイッチのミッドナイト・グッドモーニン!! -3- THE MOVIE」
  - 番組内で「さよならエスケープ」のライブ映像（2017.06.29札幌公演）を収録。

## 7inchアナログ盤
- 2014年にリリースした25thシングル「ミスターカイト/リチェルカ」のアナログ盤。
- 自身が立ち上げたアナログ専門レーベル「KU-KAN RECORDS」からの第八弾リリース作品[12]。
- 完全限定盤。
- 33回転仕様。
- 「ガラナ / スフィアの羽根」、「パラボラヴァ / 僕の青い自転車」との同時リリース。
- 2020年2月～9月にリリースされた全25タイトルの「特典引換券」を集めて送ることで7インチ収納BOXがプレゼントされる。

### 収録曲
全作詞・作曲：スキマスイッチ

#### SIDE A
1. ミスターカイト

#### SIDE B
1. リチェルカ

## ライブ映像作品
| 曲名               | 発売年 | 作品名                                                           |
| ------------------ | ------ | ---------------------------------------------------------------- |
| ミスターカイト     | 2017年 | SUKIMASWITCH TOUR 2017 “re:Action”THE MOVIE for DELUXE           |
| ミスターカイト     | 2019年 | SUKIMASWITCH TOUR 2018 "ALGOrhythm" THE MOVIE                    |
| ミスターカイト     | 2020年 | Streaming LIVE "a la carte 2020" 〜実際にやってみた!〜 THE MOVIE |
| ミスターカイト     | 2022年 | スキマスイッチ “Soundtrack” THE MOVIE                            |
| ミスターカイト     | 2023年 | DELUXE FAN CLUB EVENT TOUR V.I.P. Vol.4                          |
| ミスターカイト     | 2025年 | スキマスイッチ TOUR 2024-2025 “A museMentally” THE MOVIE         |
| リチェルカ         | 2019年 | SUKIMASWITCH TOUR 2018 "ALGOrhythm" THE MOVIE                    |
| リチェルカ         | 2023年 | スキマスイッチ TOUR 2022 “café au lait” THE MOVIE                |
| さよならエスケープ | 2017年 | 「スキマスイッチのミッドナイト・グッドモーニン!! -3- THE MOVIE」 |
| さよならエスケープ | 2019年 | SUKIMASWITCH TOUR 2018 "ALGOrhythm" THE MOVIE                    |

## 収録アルバム
| 曲名               | 発売年 | 作品名                                         | 分類         |
| ------------------ | ------ | ---------------------------------------------- | ------------ |
| ミスターカイト     | 2018年 | 新空間アルゴリズム                             | オリジナル   |
| ミスターカイト     | 2018年 | SUKIMASWITCH TOUR 2018 "ALGOrhythm"            | ライブ       |
| ミスターカイト     | 2020年 | スキマノハナタバ 〜Smile Song Selection〜      | コンセプト   |
| ミスターカイト     | 2021年 | SUKIMASWITCH Anime Songs                       | プレイリスト |
| ミスターカイト     | 2023年 | POPMAN'S WORLD -Second-                        | ベスト       |
| ミスターカイト     | 2025年 | スキマスイッチ TOUR 2024-2025 “A museMentally” | ライブ       |
| リチェルカ         | 2018年 | 新空間アルゴリズム                             | オリジナル   |
| リチェルカ         | 2018年 | SUKIMASWITCH TOUR 2018 "ALGOrhythm"            | ライブ       |
| リチェルカ         | 2023年 | スキマスイッチ TOUR 2022 “café au lait”        | ライブ       |
| リチェルカ         | 2023年 | POPMAN'S WORLD -Second-                        | ベスト       |
| さよならエスケープ | 2018年 | 新空間アルゴリズム                             | オリジナル   |
| さよならエスケープ | 2018年 | SUKIMASWITCH TOUR 2018 "ALGOrhythm"            | ライブ       |